# IC 801
IC 801 је спирална галаксија у сазвјежђу Ловачки пси која се налази на листи објеката дубоког неба у Индекс каталогу.
Деклинација објекта је + 52° 15' 17" а ректасцензија 12h 33m 44,8s. Привидна величина (магнитуда) објекта IC 801 износи 13,7 а фотографска магнитуда 14,6. IC 801 је још познат и под ознакама UGC 7717, MCG 9-21-17, CGCG 270-9, PGC 41739.